# Quasi-Diedergruppe
In der Mathematik sind Quasi-Diedergruppen gewisse endliche nicht-abelsche Gruppen der Ordnung {\displaystyle 2^{n}}, wobei {\displaystyle n\geq 4} ist. 

## Definition
Eine Quasi-Diedergruppe ist eine Gruppe, die von zwei Elementen {\displaystyle a} und {\displaystyle b} der Form 
{\displaystyle \langle a,b\mid a^{2^{n-1}}=b^{2}=1,bab=a^{2^{n-2}-1}\rangle }
mit {\displaystyle n\geq 4} erzeugt wird.

## Anzahl Elemente
Aus {\displaystyle bab=a^{2^{n-2}-1}} folgt wegen {\displaystyle b^{2}=1}, dass {\displaystyle ba=a^{2^{n-2}-1}b}. Also kann jedes endliche Produkt der Erzeuger {\displaystyle a} und {\displaystyle b} der Quasi-Diedergruppe durch Anwendung dieser Regel auf die Form {\displaystyle a^{i}b^{j}} gebracht werden. Wegen {\displaystyle a^{2^{n-1}}=b^{2}=1} folgt:
Die Quasi-Diedergruppe hat 2n Elemente: {\displaystyle \{1,a,a^{2},\ldots ,a^{2^{n-1}},b,ba,ba^{2},\ldots ,ba^{2^{n-1}}\}}

## Beispiel
Die kleinste Quasi-Diedergruppe hat die Ordnung {\displaystyle 16} und wird von zwei Elementen {\displaystyle a} und {\displaystyle b} erzeugt, die die Gleichungen {\displaystyle a^{8}=b^{2}=1} und {\displaystyle bab=a^{3}} erfüllen. Da {\displaystyle b^{2}=1}, folgt aus der letzten Gleichung nach Rechtsmultiplikation mit {\displaystyle b}, dass {\displaystyle ba=a^{3}b}. 
Also kann man in einer beliebigen Folge von {\displaystyle a}'s und {\displaystyle b}'s jedes vor einem {\displaystyle a} stehende {\displaystyle b} hinter das {\displaystyle a} bringen, wenn man dieses durch {\displaystyle a^{3}} ersetzt. Daraus folgt dann, dass alle Elemente dieser Gruppe von der Form {\displaystyle 1,a,a^{2},\ldots ,a^{7},b,ab,\ldots ,a^{7}b} sind.
Ferner lassen sich mit obigen Gleichungen sämtliche Multiplikationen in der Gruppe bestimmen. Als Beispiel betrachten wir die beiden Produkte aus {\displaystyle a^{2}} und {\displaystyle a^{3}b}:
{\displaystyle a^{2}\cdot a^{3}b=a^{5}b}     (denn {\displaystyle a^{2}a^{3}=a^{5}})
{\displaystyle a^{3}b\cdot a^{2}=a^{3}a^{3}ba=a^{3}a^{3}a^{3}b=a^{9}b=ab}     (zweimal {\displaystyle b} nach rechts bringen und {\displaystyle a^{8}=1} verwenden)
Insgesamt erhalten wir die folgende Verknüpfungstafel
| {\displaystyle \,\cdot } | {\displaystyle \,1}      | {\displaystyle \,a}      | {\displaystyle \,a^{2}}  | {\displaystyle \,a^{3}}  | {\displaystyle \,a^{4}}  | {\displaystyle \,a^{5}}  | {\displaystyle \,a^{6}}  | {\displaystyle \,a^{7}}  | {\displaystyle \,b}      | {\displaystyle \,ab}     | {\displaystyle \,a^{2}b} | {\displaystyle \,a^{3}b} | {\displaystyle \,a^{4}b} | {\displaystyle \,a^{5}b} | {\displaystyle \,a^{6}b} | {\displaystyle \,a^{7}b} |
| ------------------------ | ------------------------ | ------------------------ | ------------------------ | ------------------------ | ------------------------ | ------------------------ | ------------------------ | ------------------------ | ------------------------ | ------------------------ | ------------------------ | ------------------------ | ------------------------ | ------------------------ | ------------------------ | ------------------------ |
| {\displaystyle \,1}      | {\displaystyle \,1}      | {\displaystyle \,a}      | {\displaystyle \,a^{2}}  | {\displaystyle \,a^{3}}  | {\displaystyle \,a^{4}}  | {\displaystyle \,a^{5}}  | {\displaystyle \,a^{6}}  | {\displaystyle \,a^{7}}  | {\displaystyle \,b}      | {\displaystyle \,ab}     | {\displaystyle \,a^{2}b} | {\displaystyle \,a^{3}b} | {\displaystyle \,a^{4}b} | {\displaystyle \,a^{5}b} | {\displaystyle \,a^{6}b} | {\displaystyle \,a^{7}b} |
| {\displaystyle \,a}      | {\displaystyle \,a}      | {\displaystyle \,a^{2}}  | {\displaystyle \,a^{3}}  | {\displaystyle \,a^{4}}  | {\displaystyle \,a^{5}}  | {\displaystyle \,a^{6}}  | {\displaystyle \,a^{7}}  | {\displaystyle \,1}      | {\displaystyle \,ab}     | {\displaystyle \,a^{2}b} | {\displaystyle \,a^{3}b} | {\displaystyle \,a^{4}b} | {\displaystyle \,a^{5}b} | {\displaystyle \,a^{6}b} | {\displaystyle \,a^{7}b} | {\displaystyle \,b}      |
| {\displaystyle \,a^{2}}  | {\displaystyle \,a^{2}}  | {\displaystyle \,a^{3}}  | {\displaystyle \,a^{4}}  | {\displaystyle \,a^{5}}  | {\displaystyle \,a^{6}}  | {\displaystyle \,a^{7}}  | {\displaystyle \,1}      | {\displaystyle \,a}      | {\displaystyle \,a^{2}b} | {\displaystyle \,a^{3}b} | {\displaystyle \,a^{4}b} | {\displaystyle \,a^{5}b} | {\displaystyle \,a^{6}b} | {\displaystyle \,a^{7}b} | {\displaystyle \,b}      | {\displaystyle \,ab}     |
| {\displaystyle \,a^{3}}  | {\displaystyle \,a^{3}}  | {\displaystyle \,a^{4}}  | {\displaystyle \,a^{5}}  | {\displaystyle \,a^{6}}  | {\displaystyle \,a^{7}}  | {\displaystyle \,1}      | {\displaystyle \,a}      | {\displaystyle \,a^{2}}  | {\displaystyle \,a^{3}b} | {\displaystyle \,a^{4}b} | {\displaystyle \,a^{5}b} | {\displaystyle \,a^{6}b} | {\displaystyle \,a^{7}b} | {\displaystyle \,b}      | {\displaystyle \,ab}     | {\displaystyle \,a^{2}b} |
| {\displaystyle \,a^{4}}  | {\displaystyle \,a^{4}}  | {\displaystyle \,a^{5}}  | {\displaystyle \,a^{6}}  | {\displaystyle \,a^{7}}  | {\displaystyle \,1}      | {\displaystyle \,a}      | {\displaystyle \,a^{2}}  | {\displaystyle \,a^{3}}  | {\displaystyle \,a^{4}b} | {\displaystyle \,a^{5}b} | {\displaystyle \,a^{6}b} | {\displaystyle \,a^{7}b} | {\displaystyle \,b}      | {\displaystyle \,ab}     | {\displaystyle \,a^{2}b} | {\displaystyle \,a^{3}b} |
| {\displaystyle \,a^{5}}  | {\displaystyle \,a^{5}}  | {\displaystyle \,a^{6}}  | {\displaystyle \,a^{7}}  | {\displaystyle \,1}      | {\displaystyle \,a}      | {\displaystyle \,a^{2}}  | {\displaystyle \,a^{3}}  | {\displaystyle \,a^{4}}  | {\displaystyle \,a^{5}b} | {\displaystyle \,a^{6}b} | {\displaystyle \,a^{7}b} | {\displaystyle \,b}      | {\displaystyle \,ab}     | {\displaystyle \,a^{2}b} | {\displaystyle \,a^{3}b} | {\displaystyle \,a^{4}b} |
| {\displaystyle \,a^{6}}  | {\displaystyle \,a^{6}}  | {\displaystyle \,a^{7}}  | {\displaystyle \,1}      | {\displaystyle \,a}      | {\displaystyle \,a^{2}}  | {\displaystyle \,a^{3}}  | {\displaystyle \,a^{4}}  | {\displaystyle \,a^{5}}  | {\displaystyle \,a^{6}b} | {\displaystyle \,a^{7}b} | {\displaystyle \,b}      | {\displaystyle \,ab}     | {\displaystyle \,a^{2}b} | {\displaystyle \,a^{3}b} | {\displaystyle \,a^{4}b} | {\displaystyle \,a^{5}b} |
| {\displaystyle \,a^{7}}  | {\displaystyle \,a^{7}}  | {\displaystyle \,1}      | {\displaystyle \,a}      | {\displaystyle \,a^{2}}  | {\displaystyle \,a^{3}}  | {\displaystyle \,a^{4}}  | {\displaystyle \,a^{5}}  | {\displaystyle \,a^{6}}  | {\displaystyle \,a^{7}b} | {\displaystyle \,b}      | {\displaystyle \,ab}     | {\displaystyle \,a^{2}b} | {\displaystyle \,a^{3}b} | {\displaystyle \,a^{4}b} | {\displaystyle \,a^{5}b} | {\displaystyle \,a^{6}b} |
| {\displaystyle \,b}      | {\displaystyle \,b}      | {\displaystyle \,a^{3}b} | {\displaystyle \,a^{6}b} | {\displaystyle \,ab}     | {\displaystyle \,a^{4}b} | {\displaystyle \,a^{7}b} | {\displaystyle \,a^{2}b} | {\displaystyle \,a^{5}b} | {\displaystyle \,1}      | {\displaystyle \,a^{3}}  | {\displaystyle \,a^{6}}  | {\displaystyle \,a}      | {\displaystyle \,a^{4}}  | {\displaystyle \,a^{7}}  | {\displaystyle \,a^{2}}  | {\displaystyle \,a^{5}}  |
| {\displaystyle \,ab}     | {\displaystyle \,ab}     | {\displaystyle \,a^{4}b} | {\displaystyle \,a^{7}b} | {\displaystyle \,a^{2}b} | {\displaystyle \,a^{5}b} | {\displaystyle \,b}      | {\displaystyle \,a^{3}b} | {\displaystyle \,a^{6}b} | {\displaystyle \,a}      | {\displaystyle \,a^{4}}  | {\displaystyle \,a^{7}}  | {\displaystyle \,a^{2}}  | {\displaystyle \,a^{5}}  | {\displaystyle \,1}      | {\displaystyle \,a^{3}}  | {\displaystyle \,a^{6}}  |
| {\displaystyle \,a^{2}b} | {\displaystyle \,a^{2}b} | {\displaystyle \,a^{5}b} | {\displaystyle \,b}      | {\displaystyle \,a^{3}b} | {\displaystyle \,a^{6}b} | {\displaystyle \,ab}     | {\displaystyle \,a^{4}b} | {\displaystyle \,a^{7}b} | {\displaystyle \,a^{2}}  | {\displaystyle \,a^{5}}  | {\displaystyle \,1}      | {\displaystyle \,a^{3}}  | {\displaystyle \,a^{6}}  | {\displaystyle \,a}      | {\displaystyle \,a^{4}}  | {\displaystyle \,a^{7}}  |
| {\displaystyle \,a^{3}b} | {\displaystyle \,a^{3}b} | {\displaystyle \,a^{6}b} | {\displaystyle \,ab}     | {\displaystyle \,a^{4}b} | {\displaystyle \,a^{7}b} | {\displaystyle \,a^{2}b} | {\displaystyle \,a^{5}b} | {\displaystyle \,b}      | {\displaystyle \,a^{3}}  | {\displaystyle \,a^{6}}  | {\displaystyle \,a}      | {\displaystyle \,a^{4}}  | {\displaystyle \,a^{7}}  | {\displaystyle \,a^{2}}  | {\displaystyle \,a^{5}}  | {\displaystyle \,1}      |
| {\displaystyle \,a^{4}b} | {\displaystyle \,a^{4}b} | {\displaystyle \,a^{7}b} | {\displaystyle \,a^{2}b} | {\displaystyle \,a^{5}b} | {\displaystyle \,b}      | {\displaystyle \,a^{3}b} | {\displaystyle \,a^{6}b} | {\displaystyle \,ab}     | {\displaystyle \,a^{4}}  | {\displaystyle \,a^{7}}  | {\displaystyle \,a^{2}}  | {\displaystyle \,a^{5}}  | {\displaystyle \,1}      | {\displaystyle \,a^{3}}  | {\displaystyle \,a^{6}}  | {\displaystyle \,a}      |
| {\displaystyle \,a^{5}b} | {\displaystyle \,a^{5}b} | {\displaystyle \,b}      | {\displaystyle \,a^{3}b} | {\displaystyle \,a^{6}b} | {\displaystyle \,ab}     | {\displaystyle \,a^{4}b} | {\displaystyle \,a^{7}b} | {\displaystyle \,a^{2}b} | {\displaystyle \,a^{5}}  | {\displaystyle \,1}      | {\displaystyle \,a^{3}}  | {\displaystyle \,a^{6}}  | {\displaystyle \,a}      | {\displaystyle \,a^{4}}  | {\displaystyle \,a^{7}}  | {\displaystyle \,a^{2}}  |
| {\displaystyle \,a^{6}b} | {\displaystyle \,a^{6}b} | {\displaystyle \,ab}     | {\displaystyle \,a^{4}b} | {\displaystyle \,a^{7}b} | {\displaystyle \,a^{2}b} | {\displaystyle \,a^{5}b} | {\displaystyle \,b}      | {\displaystyle \,a^{3}b} | {\displaystyle \,a^{6}}  | {\displaystyle \,a}      | {\displaystyle \,a^{4}}  | {\displaystyle \,a^{7}}  | {\displaystyle \,a^{2}}  | {\displaystyle \,a^{5}}  | {\displaystyle \,1}      | {\displaystyle \,a^{3}}  |
| {\displaystyle \,a^{7}b} | {\displaystyle \,a^{7}b} | {\displaystyle \,a^{2}b} | {\displaystyle \,a^{5}b} | {\displaystyle \,b}      | {\displaystyle \,a^{3}b} | {\displaystyle \,a^{6}b} | {\displaystyle \,ab}     | {\displaystyle \,a^{4}b} | {\displaystyle \,a^{7}}  | {\displaystyle \,a^{2}}  | {\displaystyle \,a^{5}}  | {\displaystyle \,1}      | {\displaystyle \,a^{3}}  | {\displaystyle \,a^{6}}  | {\displaystyle \,a}      | {\displaystyle \,a^{4}}  |